# كريب (فلم 2014)
كريب هو فلم رعب واثارة من إصدار سنة 2015 للمخرج Patrick Brice.

## القصة
تدور أحداث الفيلم حول مصور الفيديو الحر (آرون)، الذي يلبي نداء إعلان عن عمل لمدة يوم واحد في أحد المدن الجبلية البعيدة عند شخص يُدعى (جوسيف)، والذي يقول أنه مُصاب بسرطان المخ، ويحاول صنع فيديو وداعًا لابنه، ولكن بمرور اليوم يجد (آرون) أنه من الواضح أن (جوسيف) ليس الشخص الذي يدعي ما هو عليه.

## طاقم العمل
- مارك دوبلاس في دور جوزيف
- باتريك برايس في دور هارون
- كاتي أسيلتون في دور أنجيلا (صوت)

## عن الفلم
الفلم تلقى ردا اجابيا على موقع طماطم فاسدة نسبة 95%  وحصل على موقع IMDB بتقييم 6.2/10 

## وصلات خارجية
- مقالات تستعمل روابط فنية بلا صلة مع ويكي بيانات